# NGC 541
NGC 541 = Arp 133 ist eine elliptische Galaxie vom Hubble-Typ E-S0 Sternbild Cetus südlich des Himmelsäquators. Sie ist schätzungsweise 245 Millionen Lichtjahre von der Milchstraße entfernt und hat einen Durchmesser von etwa 130.000 Lj.
Halton Arp gliederte seinen Katalog ungewöhnlicher Galaxien nach rein morphologischen Kriterien in Gruppen. Diese Galaxie gehört zu der Klasse Elliptischer Galaxien mit nahen Fragmenten (Arp-Katalog). Im selben Himmelsareal befinden sich u. a. die Galaxien NGC 535, NGC 543, NGC 545, NGC 547.
Das Objekt wurde am 30. Oktober 1864 von dem deutsch-dänischen Astronomen Heinrich Louis d’Arrest entdeckt.